# Arycanda inculpata
Arycanda inculpata là một loài bướm đêm trong họ Geometridae.